# ألفاه بيسي
ألفاه بيسي (بالإنجليزية: Alvah Bessie) (4 يونيو 1904، نيويورك في الولايات المتحدة - 21 يوليو 1985 في الولايات المتحدة)؛ كاتِب، سيناريست وروائي أمريكي. درس في جامعة كولومبيا.

## الجوائز
- زمالة غوغنهايم

## روابط خارجية
- ألفاه بيسي على موقع IMDb (الإنجليزية)
- ألفاه بيسي على موقع الموسوعة البريطانية (الإنجليزية)
- ألفاه بيسي على موقع ألو سيني (الفرنسية)
- ألفاه بيسي على موقع تيرنر كلاسيك موفيز (الإنجليزية)
- ألفاه بيسي على موقع أول موفي (الإنجليزية)
- ألفاه بيسي على موقع قاعدة بيانات برودواي على الإنترنت (الإنجليزية)
- ألفاه بيسي على موقع قاعدة بيانات الأفلام السويدية (السويدية)
- ألفاه بيسي على موقع قاعدة بيانات الفيلم (الإنجليزية)
- ألفاه بيسي على موقع كينوبويسك (الروسية)